# Wolfgang Stürner
Wolfgang Stürner (Stoccarda, 25 dicembre 1940) è uno storico tedesco, specialista di storia medievale e dell'età sveva.

## Biografia
Wolfgang Stürner ha studiato storia, tedesco, latino e filosofia presso le Università di Tubinga e di Friburgo, e ha conseguito il dottorato nel 1970, discutendo una tesi su Die Quellen der Fides Konstantins im Constitutum Constantini (Le fonti della fede di Costantino nella Donazione di Costantino). 
Ha ottenuto l'abilitazione alla docenza nel 1973, all'Università di Stoccarda, con una Habilitationsschrift dal titolo Natur und Gesellschaft im Denken des Hoch- und Spätmittelalters (Natura e società nel pensiero di epoca alto e tardo medioevale).
Dal 1974 e fino al 2006, anno del suo pensionamento, è stato professore di Storia medievale e moderna presso l'Istituto Storico della Università di Stoccarda e dal 1988 è stato anche direttore del dipartimento di Scienze ausiliarie della storia. È presidente della Gesellschaft für staufische Geschichte e.V. (Società per la storia degli Hohenstaufen) di Göppingen.
Stürner è inoltre collaboratore dell'Istituto dell'Enciclopedia Italiana Treccani, per cui ha redatto voci pubblicate nell'Enciclopedia Federiciana.

## Studi

### Storia dell'impero e del Regno di Sicilia in età normanno-sveva
Stürner è noto soprattutto per i preziosi contributi dati all'esplorazione storiografica della figura dell'imperatore Federico II di Svevia e della sua epoca. Nell'ambito di tali studi ha curato, nel 1996, Die Konstitutionen Friedrichs II. für das Königreich Sizilien, all'interno della serie Monumenta Germaniae Historica. 

### Biografia di Federico II
Nello stesso periodo, dal 1992 al 2000, ha dato alle stampe i due volumi di un monumentale lavoro dedicato alla ricostruzione biografica del sovrano siciliano e imperatore svevo, un'opera che si inseriva al termine di un periodo, nel secondo dopoguerra, di relativo silenzio editoriale sul sovrano svevo, rotto solo dai lavori di Hans Martin Schaller e dalla decostruzione del mito di Federico II operata da David Abulafia nel 1998. Il suo lavoro nasceva dall'esigenza di restituire un profilo biografico sottratto alla polarizzazione degli opposti giudizi della celebre biografia di Ernst Kantorowicz del 1927, e dalla smitizzazione di Abulafia, mantenendosi su un piano quanto più possibile aderente alle fonti. La sua opera, "basandosi su un'analisi circostanziata delle fonti e della bibliografia, ha proposto una equilibrata biografia del sovrano svevo", che oggi costituisce "punto di partenza obbligato per ogni ulteriore discorso su Federico". 

### Handbuch der deutschen Geschichte
Nel 2007 ha fornito un contributo alla nuova serie manualistica «Bruno Gebhardt: Handbuch der deutschen Geschichte», di cui ha curato il sesto volume, relativo alla storia della Germania negli anni dal 1198 al 1273.

## Opere
- Natur und Gesellschaft im Denken des Hoch- und Spätmittelalters. Naturwissenschaftliche Kraftvorstellungen und die Motivierung politischen Handelns in Texten des 12. bis 14. Jahrhunderts, Stoccarda, 1975, ISBN 3-12-907440-6
- Peccatum und potestas, Jan Thorbecke Verlag, Stoccarda, 1987b ISBN 978-37-9955-711-5
- Die Konstitutionen Friedrichs II. für das Königreich Sizilien[collegamento interrotto],  «MGH», Hannover, 1996
- Friedrich II., Gestalten des Mittelalters und der Renaissance. 2 Voll., Ed. Wissenschaftliche Buchgesellschaft, Darmstadt, 1992–2000
  - Vol I: Friedrich II.: Die Königherrschaft in Sizilien und Deutschland 1194-1220, 1992
  - Vol II: Friedrich II.: Der Kaiser 1220-1250, 2000
- Trad. it.:
  - Vol I: Federico II. Il potere regio in Sicilia e in Germania , De Luca Editori d'Arte, 1998 ISBN 978-88-8016-154-7
  - Vol. II: Federico II e l'apogeo dell'Impero, presentazione di Ortensio Zecchino, Salerno editrice, 2009 ISBN 978-88-8402-679-8
- Dreizehntes Jahrhundert 1198-1273, vol. VI di «Bruno Gebhardt: Handbuch der deutschen Geschichte», Klett-Cotta Verlag, Stoccarda, 2007
- Die Zeit der Staufer, Audio CD, Ed. Wissenschaftliche Buchgesellschaft (Auditorium maximum), 2010 ISBN 978-3-534-60098-4